# Sejm Republiki Litewskiej
Sejm Republiki Litewskiej (lit. Lietuvos Respublikos Seimas) – jednoizbowy parlament Republiki Litewskiej. W jego skład wchodzi 141 członków wybieranych na 4 lata. Tryb wyborów członków parlamentu określa ustawa. Jego strukturę i porządek prac określa regulamin na mocy ustawy.

## Wybory Sejmu
Wybory zwyczajne do parlamentu przeprowadza się nie wcześniej niż 2 miesiące przed i nie później niż na miesiąc przed końcem kadencji. Wybory przedterminowe mogą być przeprowadzone na podstawie uchwały Sejmu i wniosku prezydenta w dwóch przypadkach: 
- gdy Sejm w ciągu 30 dni od przedstawienia mu programu przez nowy rząd nie podejmie w tej sprawie uchwały lub jeżeli w ciągu 60 dni od przedstawienia programu Sejm 2-krotnie go odrzuci,
- na wniosek rządu, któremu Sejm wyraził wotum nieufności.

Decyzja o przedterminowych wyborach musi być opatrzona datą o terminie nowych wyborów, które muszą się odbyć nie później niż w ciągu 3 miesięcy od podjęcia decyzji o ich przedterminowym przeprowadzeniu.

## Mandat członka Sejmu
Obowiązki członka Sejmu nie mogą być łączone z innymi stanowiskami. Może on być jedynie powołany na stanowisko premiera lub ministra. Parlamentarzyści nie mogą otrzymywać żadnego innego wynagrodzenia poza uposażeniem wynikającym z prac członka Sejmu wypłacanym z budżetu państwa oraz wynagrodzeniem za działalność twórczą. Posłowie objęci są immunitetem, nad którego przestrzeganiem nadzór sprawuje parlament.
Wygaśnięcie mandatu członka Sejmu następuje wskutek:
- upływu jego kadencji lub z chwilą zebrania się na pierwszym posiedzeniu parlamentu wybranego w wyborach przedterminowych,
- ubezwłasnowolnienia przez sąd,
- śmierci,
- zrzeczenia się mandatu,
- utraty obywatelstwa Republiki Litewskiej,
- pozbawienia mandatu przez Sejm w rezultacie postępowania dyscyplinarnego,
- stwierdzenia nieważności wyborów bądź poważnego naruszenia ustawy wyborczej,
- przejścia do pracy albo niezrezygnowania z pracy niepołączalnej z obowiązkami członka Sejmu.

## Odpowiedzialność przed Sejmem
Rozstrzygnięciem w trybie procesowym, określonym w regulaminie, Sejm może większością 3/5 głosów ogólnej liczby swoich członków, w wypadku poważnego naruszenia konstytucji, złamania przysięgi lub popełnienia przestępstwa przez prezydenta, przewodniczącego i sędziów Sądu Konstytucyjnego, przewodniczącego i sędziów Sądu Apelacyjnego, członków Sejmu pozbawić piastowania funkcji bądź mandatu. Osoby urzędowe mianowane lub wybrane przez Sejm, z wyjątkiem wymienionych wyżej, mogą zostać pozbawione swojej funkcji, jeżeli parlament większością głosów ogólnej liczby swych członków wyrazi im wotum nieufności.

## Tryb prac
Parlament obraduje na sesjach zwyczajnych i nadzwyczajnych. Konstytucja wyznacza termin sesji zwyczajnych. Wiosenna rozpoczyna się 10 marca i kończy 30 czerwca (art. 64). Sesja jesienna rozpoczyna się 10 września i kończy 23 grudnia. Sejm ma możliwość postanowienia o przedłużeniu obrad. Sesje nadzwyczajne zwołuje jego przewodniczący na wniosek 1/3 ogólnej liczby członków oraz prezydent. Posiedzeniami kieruje przewodniczący lub jego zastępca.

## Funkcje Sejmu
Do Sejmu należy pełnia władzy ustrojodawczej i ustawodawczej. Rozpatruje i przyjmuje poprawki do konstytucji, uchwala ustawy. Ustawy Sejmu uważa się za uchwalone, jeżeli głosowała za nimi większość jego członków uczestniczących w posiedzeniu. Wchodzą w życie po ich podpisaniu i urzędowym opublikowaniu przez prezydenta. Ustawy konstytucyjne Litwy uznaje się za uchwalone, jeżeli głosowało za nimi więcej niż połowa ogólnej liczby członków Sejmu. Pozostałe akty uchwalone przez parlament oraz regulamin podpisuje jego przewodniczący.
Ponadto podejmuje uchwały w sprawie referendum, zarządza wybory prezydenta, tworzy instytucje państwowe i powołuje ich kierowników, przyjmuje i zatwierdza ich kandydaturę na premiera, rozpatruje i postanawia o przyjęciu programu rządu, powołuje i znosi ministerstwa, sprawuje kontrolę nad rządem, któremu może wyrazić wotum nieufności.
Sejm mianuje sędziów i przewodniczących Sądu Konstytucyjnego, Sądu Najwyższego, kontrolera państwowego oraz przewodniczącego Zarządu Banku Litwy, zarządza wybory samorządowe, powołuje Główną Komisję Wyborczą.
Sejm uchwala budżet państwa oraz sprawuje kontrolę nad jego wykonaniem, ustanawia podatki i obowiązujące opłaty, ratyfikuje i wypowiada umowy międzynarodowe, rozpatruje problemy polityki zagranicznej, ustala podział administracyjny państwa, ustanawia nagrody państwowe, wydaje akty amnestii, wprowadza zarządzanie bezpośrednie, stan wojenny i wyjątkowy, ogłasza mobilizację i podejmuje decyzje o użyciu sił zbrojnych (art. 67).

## Gmach sejmu

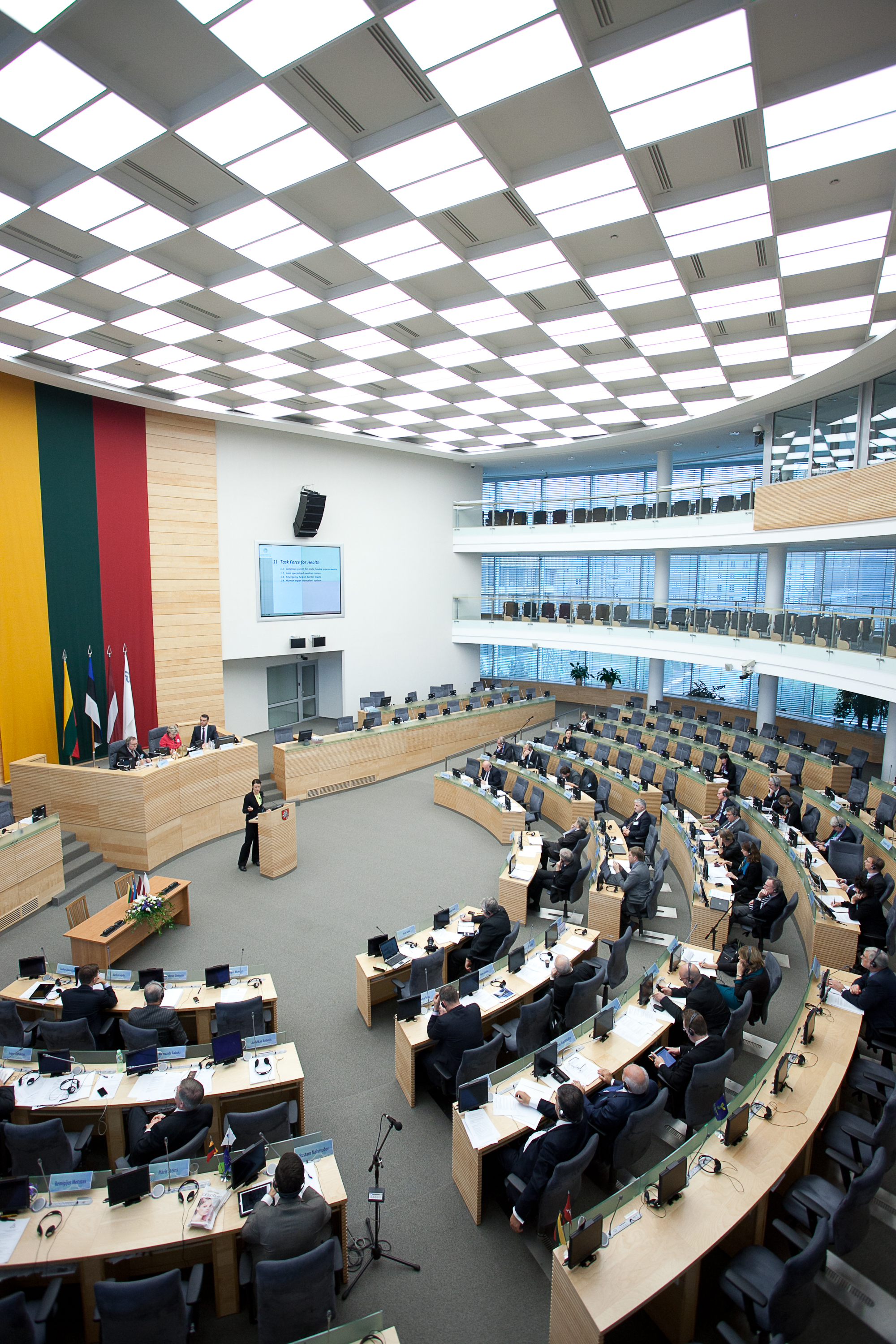
Sala obrad

Gmach sejmu (lit. Seimo rūmai) jest główną siedzibą parlamentu litewskiego. Swoją siedzibę ma w Wilnie. Gmach zaczęto budować w roku 1976, a został ukończony w roku 1980. W roku 2006 zaczęto budować nową salę posiedzeń sejmu, która została oficjalnie otwarta 10 września 2007. Cała ta inwestycja kosztowała ok. 50 milionów litów. Stara sala posiedzeń będzie wykorzystywana do uroczystych posiedzeń parlamentu litewskiego.